# 懷納德隱鰭鯰
懷納德隱鰭鯰，為輻鰭魚綱鯰形目鯰科的其中一種，為熱帶淡水魚，被IUCN列為瀕危保育類動物，分布於亞洲印度喀拉拉邦及卡納塔克邦淡水流域，體長可達30公分，棲息在底層水域，生活習性不明。